# Меловое (Луганская область)
Мелово́е (укр. Мілове) — посёлок Старобельского района Луганской области Украины, административный центр Меловской поселковой общины.

## Происхождение названия
Название поселения происходит от названия реки Меловая, в районе истока которой залегают меловые отложения.

## История

### Хутор Меловое
После завершения в 1872 году строительства железной дороги Воронеж — Ростов при станции Чертково возник хутор Меловое, вошедший в состав Марковской волости Старобельского уезда Харьковской губернии.

### Советский период
В январе 1918 года здесь была установлена советская власть, но в конце апреля 1918 года селение оккупировали австро-немецкие войска, которые взорвали железнодорожные пути, грабили местное население и оставались здесь до ноября 1918 года. В дальнейшем в ходе гражданской войны власть в этой местности несколько раз менялась.
19 декабря 1919 года советская власть была восстановлена.
В 1924 году село Меловое стало районным центром, что способствовало развитию населённого пункта. В этом же году здесь были открыты семилетняя школа и медпункт (в 1925 году развёрнутый в больницу). В 1930 году начал работать радиоузел, в 1931 году была создана Меловская МТС, 13 февраля 1932 года здесь началось издание районной газеты, в 1934 году были открыты десятилетняя школа и ветеринарная лечебница. Кроме того, райцентр был электрифицирован.
В 1938 году Меловое стало посёлком городского типа.

### Великая Отечественная война
В ходе Великой Отечественной войны в начале июля 1942 года Меловое оказалось в прифронтовой зоне, а 11 июля 1942 года посёлок был оккупирован немецкими войсками и превращён в укреплённый опорный пункт. 3 января 1943 года части 57-й гвардейской стрелковой дивизии РККА окружили и блокировали в Меловом немецкие войска. После того, как они отказались сдаться, 7 января 1943 начались бои за посёлок, которые приняли ожесточённый характер. Населённый пункт был освобождён 16 января 1943 года.
В ходе боевых действий и немецкой оккупации Меловому был причинён ущерб в размере 56,6 млн. рублей, здесь были полностью разрушены и сожжены здания колхоза и МТС, мельница, Дом культуры, библиотека, школа, детские ясли, типография и половина жилого фонда. В дальнейшем началось его восстановление.

### Послевоенное восстановление
В 1948 году на окраине посёлка был создан лесопитомник.
В 1953 году здесь действовали маслобойный завод, средняя школа, Дом культуры и библиотека.
В январе 1959 года численность населения составляла 4 592 человека.
В 1964 году в Меловое был переведён Старобельский ветеринарный техникум.
В 1972 году в память об освобождении от немецкой оккупации здесь был открыт музей истории освобождения посёлка от фашистских захватчиков и установлен монумент «Украина — освободителям».
В 1973 году здесь действовали маслобойный завод, ветеринарный техникум, историко-краеведческий музей.
В 1980 году численность населения составляла 5,5 тыс. человек, здесь действовали опытный завод растительных жиров и белка, райсельхозтехника, комбинат бытового обслуживания, две общеобразовательные школы, музыкальная школа, спортивная школа, больница, Дом культуры, две библиотеки и музей геологии.
В январе 1989 года численность населения составляла 5 921 человек.

### В независимой Украине
После провозглашения независимости Украины посёлок оказался на границе с Россией, здесь был оборудован таможенный пост «Меловое», который находится в зоне ответственности Луганского пограничного отряда Восточного регионального управления ГПСУ. Посёлки Меловое (Украина) и Чертково (Россия) разделяет улица Дружбы народов, длиной около трёх километров, которая является одновременно государственным рубежом. Эта улица является родным домом для почти 500 граждан Украины и России, которые проживают по обе её стороны. На российской стороне действуют Чертковский элеватор, железнодорожный вокзал, мясокомбинат. С украинской стороны улицы расположены Меловской завод рафинированных масел (не работает), энергетическое предприятие и большая рыночная площадь. В 2004—2013 годах в Меловом проходил ежегодный международный фестиваль современной и традиционной украинской и русской песенности «Улица Дружбы». Граница была де-факто открытой.
В мае 1995 года Кабинет министров Украины утвердил решение о приватизации находившегося здесь ремонтно-транспортного предприятия, в июле 1995 года было утверждено решение о приватизации райсельхозтехники и райсельхозхимии.
После начала военных действий в Донбассе Меловое оказалось в зоне боевых действий.
По заявлению украинских властей, 12 ноября 2014 года сепаратисты предприняли безуспешную попытку атаковать украинский пограничный наряд.
В сентябре 2015 года находившийся в Меловом районный отдел ГУ МВД Украины в Луганской области был упразднён и заменён территориальным отделом Национальной полиции Украины.

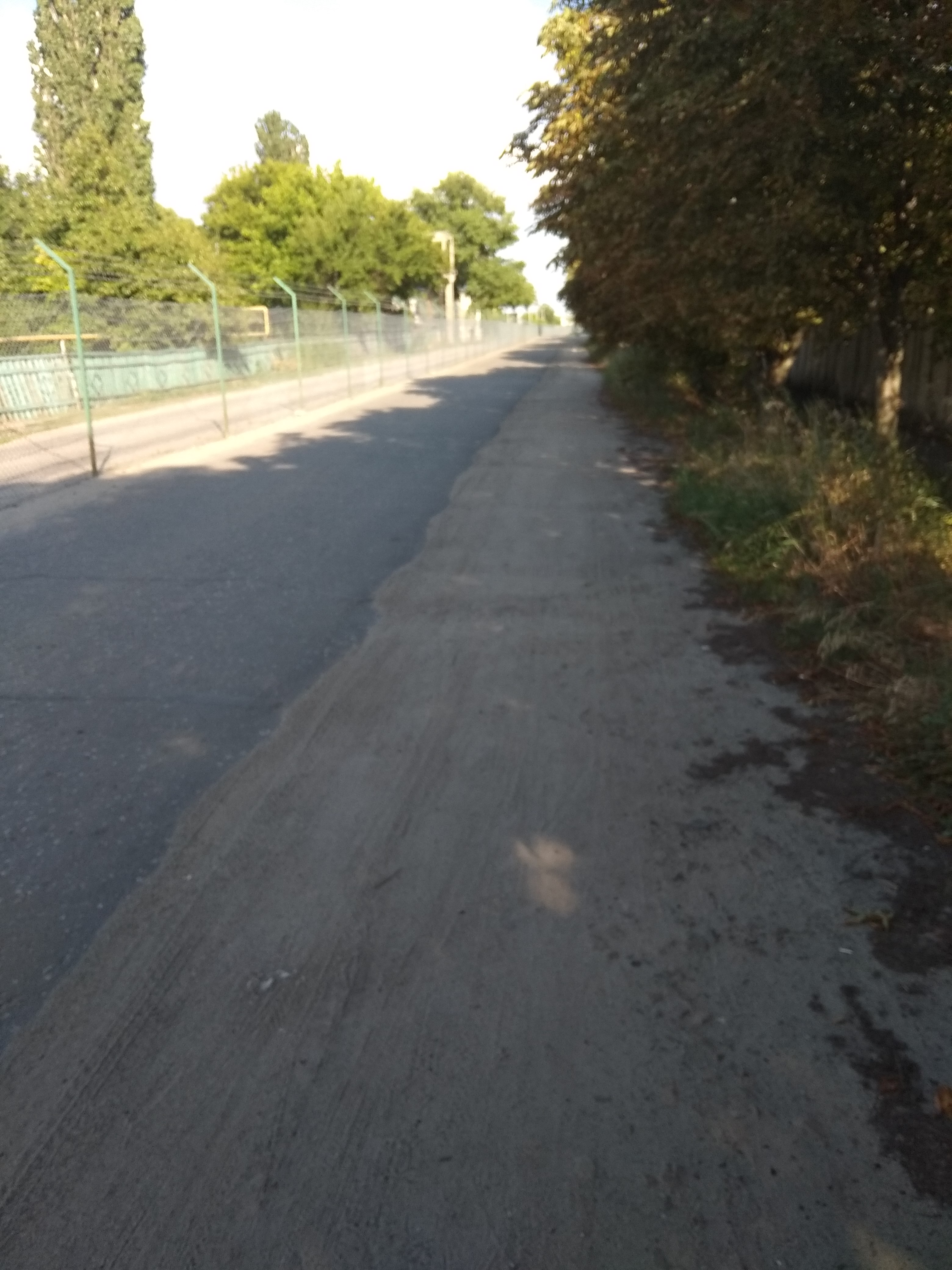
Улица Дружбы Народов в Меловом в 2019 году. Слева виден забор

В сентябре 2018 года посередине улицы Дружбы народов российскими пограничниками был возведён забор из колючей проволоки, все свободные проезды были перекрыты. Пересечение границы допускается только в официальных пунктах пропуска, нахождение в приграничной полосе запрещено.
8 мая 2020 года Президент Украины Владимир Зеленский в День памяти и примирения приехал в поселок Меловое. Глава государства посетил мемориальный комплекс «Украина - освободителям», где возложил цветы у Вечного огня и лампадки возле памятника.
В 2021 году была проведена реставрация монумента «Украина - освободителям».

### Вторжение России на Украину (с 2022 года)
24 февраля 2022 года в ходе вторжения на Украину посёлок был оккупирован вооружёнными силами РФ.

## Достопримечательности
- Мемориальный комплекс «Украина-освободителям»

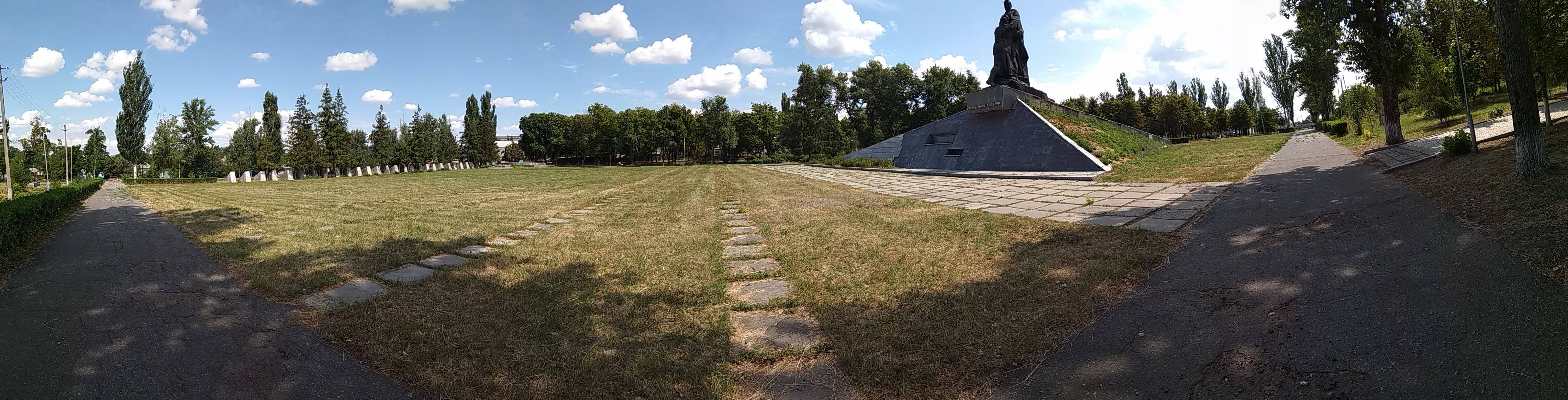
Панорама монумента «Украина — освободителям»

## Транспорт
Через посёлок проходит автомобильная дорога местного значения Т-13-07. Ближайшая железнодорожная станция Чертково на частично разобранном старом ходу Журавка — Боченково (часть магистрали Москва-Казанская — Ростов-Главный) является местом соединения Северо-Кавказской и Юго-Восточной железной дороги.

## Известные жители
- Ченакал, Валентин Лукич — советский астроном
- Чепуров, Константин Павлович — советский микробиолог
- Гармаш, Денис Викторович — украинский футболист

## Города-побратимы
| Город | Страна  |
| ----- | ------- |
| Чоп   | Украина |